# Glasgow East (circonscription du Parlement britannique)
Glasgow East est une circonscription électorale britannique située en Écosse.